# شبه جزيرة موتوبو
شبه جزيرة موتوبو (باليابانية: 本部 半島، موتوبو هانتو، بلغة أوكيناوا: موتوبو) هي شبه جزيرة تقع في منطقة يانبارو بجزيرة أوكيناوا. ويحيط بها خليج ناغو جنوباً وبحر هانيدا الداخلي شمالاً، وبحر الصين الشرقي غرباً. معظم تضاريسها جبلية مع وجود سهول محدودة. تعتبر كيب بيسي النقطة الشمالية الشرقية لشبه الجزيرة. وأعلى نقطة هي جبل ياي، الذي يبلغ ارتفاع قمته 593 متراً (1,946 قدماً). وبسبب وجود برج الاتصالات العسكرية الأمريكية، فإن القمة محظورة. كانت شبه الجزيرة مركز القوة لمملكة هوكوزان خلال العصور الوسطى كما كانت مسرحاً لقتال عنيف خلال معركة أوكيناوا في 1945.

## وسائل النقل
يربط طريق أوكيناوا السريع ناها مع ناغو. يعبر طريق اليابان الوطني 58 الجزء السفلي من شبه جزيرة موتوبو. يربط طريق اليابان الوطني 505 مدينة موتوبو بهانيجي، بينما يربط طريق اليابان الوطني 449 بين موتوبو وناغو. يعمل كل من الطريق 404 والطريق 449 حول حافة شبه جزيرة موتوبو.

## المواقع
تقع قلعة ناغو وقلعة ناكيجين في المنطقة. إضافة إلى قرية أوكيناوا الأصلية. يمثل حوض أسماك أوكيناوا شوراومي ثالث أكبر حوض للأسماك في العالم.

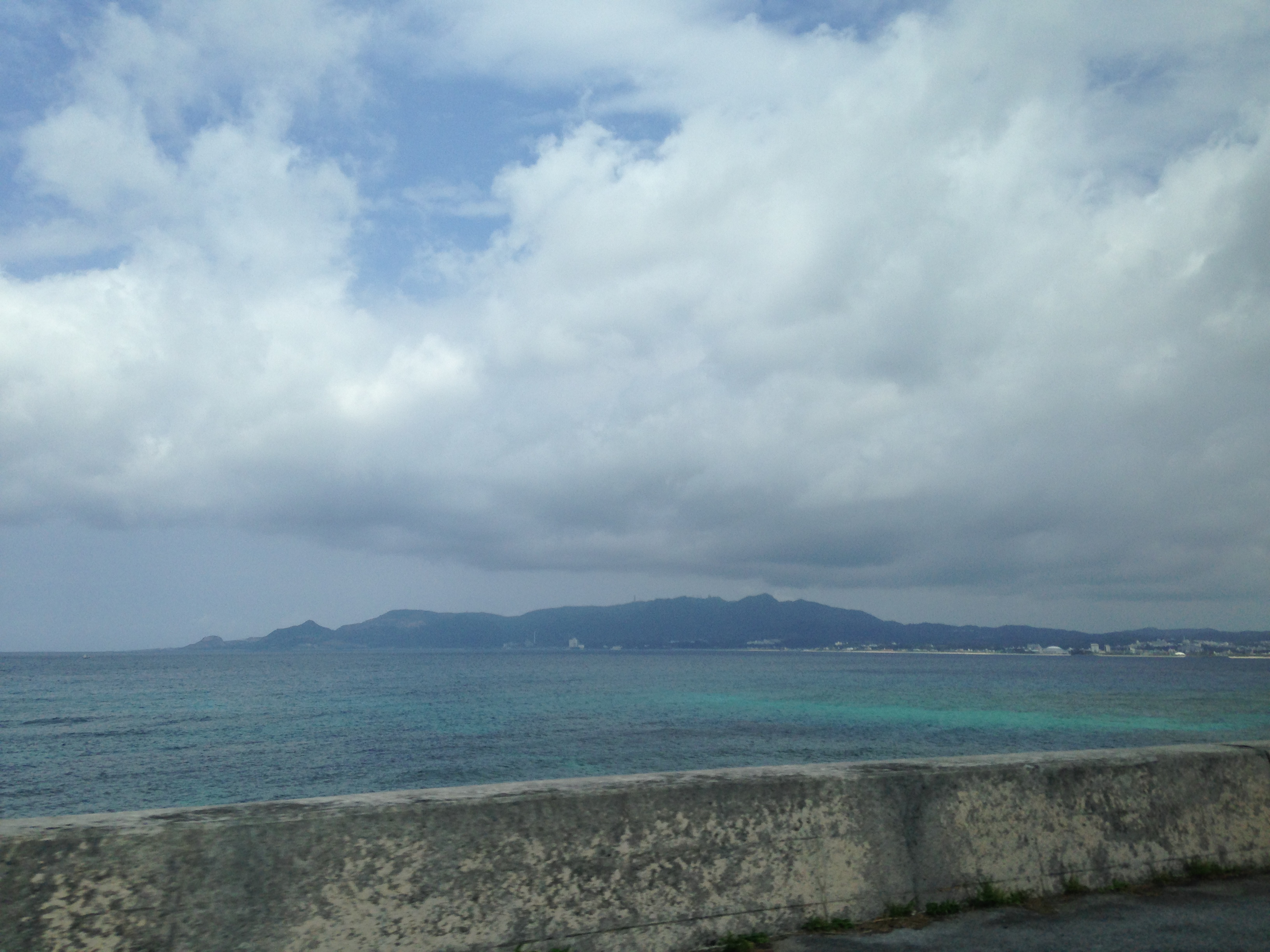
منظر شبه جزيرة موتوبو من أونا

### الأنهار
- نهر أويجاوا
- نهر شيوكاوا (كنز وطني طبيعي، أقصر نهر في اليابان ومياهه مالحة.[8])

### الشواطئ
- شاطئ أوباما
- شاطئ إيمرالد
- شاطئ شيوكاوا
- شاطئ ناغاهاما
- شاطئ غابة القرن 21

## الجيولوجيا
ينفصل الجانب الشرقي من شبه جزيرة موتوبو بسبب صدع ناغو، الذي يحد الساحل الشمالي الغربي لجزيرة أوكيناوا. تعد هذه المنطقة من مناطق الصخور المتحولة والصخور النارية. تضم مجموعة ريوكيو من العصر الجليدي الجزء الشمالي من شبه الجزيرة.

## البلديات في شبه جزيرة موتوبو
- موتوبو
- ناغو
- ناكيجين

## الأحداث التي وقعت في شبه جزيرة موتوبو
- غزو هوكوزان (1416)
- الإنزال الياباني الأولي خلال غزو ريوكيو (1609)
- القتال على جبل ياي أثناء معركة أوكيناوا (1945)
- إكسبو 75
- مسابقة ملكة جمال العالم 1975.

## أعلام من شبه جزيرة موتوبو

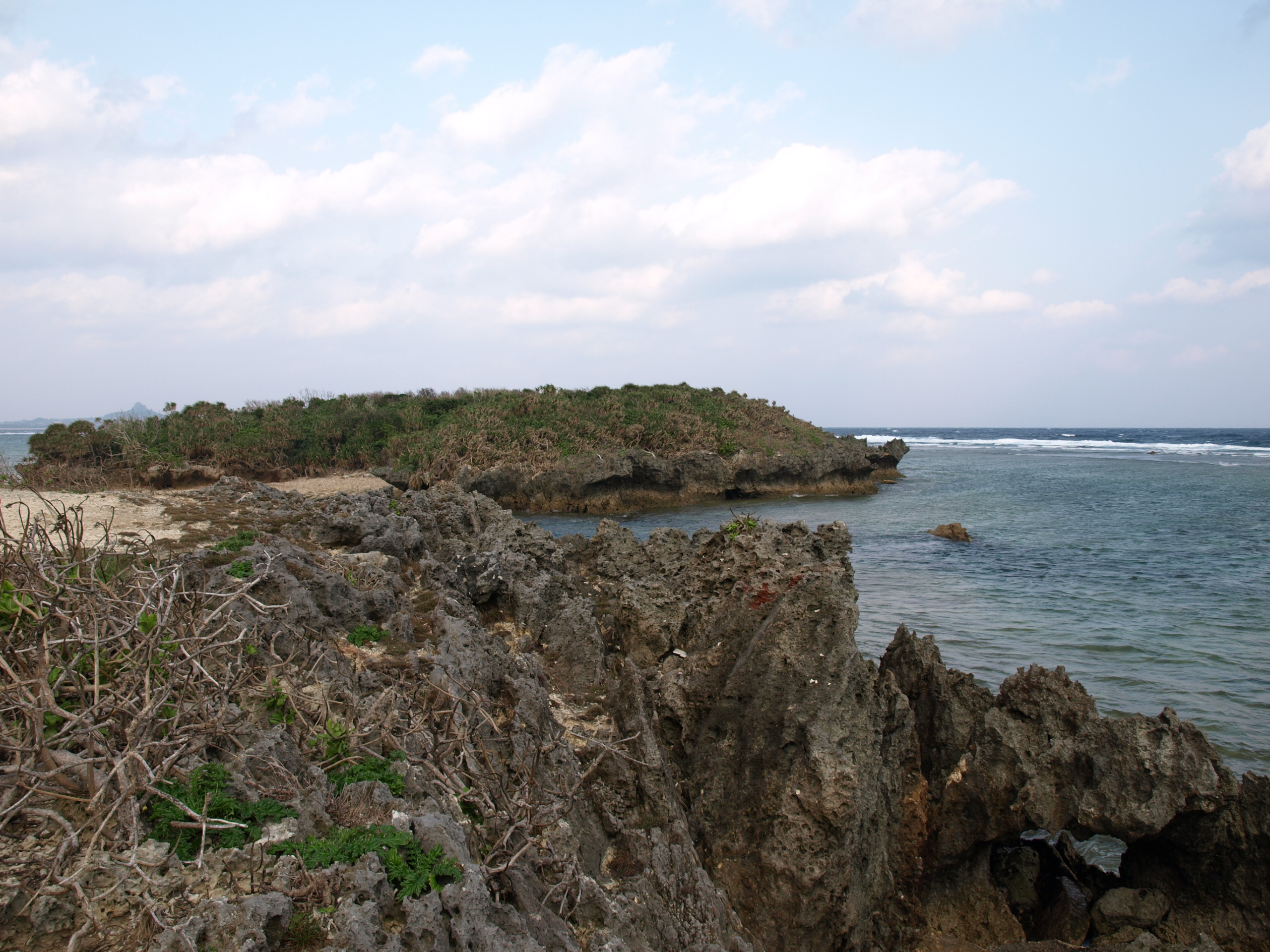
كيب بيسي

- كانبون أويتشي، مؤسس أسلوب أويتشي-ريو، أحد أساليب الكاراتيه الأساسية في أوكيناوا، من شبه جزيرة موتوبو.

## الجزر المجاورة
- إيجيما (نعرف أيضاً باسم "إي شيما") بالقرب من شبه جزيرة موتوبو. توفي إرني بايل في إيجيما تحديداً.
- كوري-جيما، تتصل بجسر مع جزيرة ياغاجي
- ميناجيما
- سيسكوجيما، تتصل بجسر مع شبه جزيرة موتوبو
- جزيرة ياغاجى، تتصل بجسر مع شبه جزيرة موتوبو

## العمليات العسكرية الأمريكية في شبه جزيرة موتوبو
- خلال معركة أوكيناوا وبحلول 10 أبريل 1945، أُمنّت شبه جزيرة موتوبو غالباً.
- كان مطار موتوبو يقع في شبه الجزيرة، ولكن خرج عن العمل بعد 1945.[11]

## شبه جزر أخرى على أوكيناوا
- شبه جزيرة تشينين
- شبه جزيرة هنوكو
- شبه جزيرة كاتسورين
- شبه جزيرة يوميتان

## الوصلات الخارجية والمصادر
- Lonely Planet on Motobu Peninsula
- Places to see on Motobu Peninsula
- A google map
- A blog post, on Shiokawa River